# Joseph-Chrétien-Ernest Bourret
Joseph-Chrétien-Ernest Bourret C.O. (ur. 9 grudnia 1827 w Saint-Etienne-de-Lugdarès, zm. 10 lipca 1896 w Rodez) – francuski duchowny katolicki, biskup Rodez i kardynał.

## Życiorys
Wstąpił do Instytutu Oratorian św. Filipa Neri. Uzyskał doktoraty z teologii i listów. Święcenia kapłańskie otrzymał 20 września 1851 w Paryżu. Wykładał prawo kanoniczne na Sorbonie, był też sekretarzem arcybiskupa Tours, a także egzaminatorem kandydatów do kapłaństwa. Wikariusz generalny Algieru i Périgueaux.
27 października 1871 został mianowany biskupem Rodez. Konsekrowany w kościele św. Sulpicjusza w Paryżu przez arcybiskupa Paryża Joseph-Hippolyte Guibert. Od lutego 1880 był asystentem Tronu Papieskiego. Na konsystorzu z czerwca 1893 kreowany kardynałem prezbiterem Santa Maria Nuova. Zmarł trzy lata później i pochowany został w katedrze w Rodez.